# All-Winners Squad
All-Winners Squad è un gruppo di personaggi dei fumetti creato da Bill Finger (testi) e Syd Shores (disegni), pubblicato dalla Timely Comics (poi divenuta Marvel Comics). È apparso la prima volta in All Winners Comics (prima serie) n. 19 (autunno (settembre) 1946).

## Storia del gruppo
Alla fine della guerra, il gruppo degli Invasori era costituito da William Naslund e Fred Davis, che avevano ereditato rispettivamente i ruoli di Capitan America e Bucky (dopo che gli originali erano stati dati per morti), la Torcia Umana e Toro, Namor, Miss America e la Trottola. Essendo cessato il pericolo nazista, gli eroi tornarono in patria, dove decisero unirsi alla Legione della Libertà per formare un'unica squadra, e divennero quindi la All-Winners Squad, denominata così a causa della vittoria nel conflitto bellico. In una delle prime avventure il gruppo si trovò ad affrontare l'androide Adam II, che intendeva uccidere J.F. Kennedy per poterlo sostituire con una copia - robot del suo esercito. La All-Winners Squad riuscì a distruggere Adam II e a salvare Kennedy, ma William Naslund fu ucciso; fu allora che Jeff Mace (Patriota) fu scelto per diventare il terzo Capitan America e unirsi alla squadra. Poco dopo la All-Winners Squad riuscì a salvare il mondo dai diabolici piani di Madame Death e Future Man, un viaggiatore del tempo proveniente dall'anno 1.000.000 d.C., che intendeva sterminare l'umanità per poter poi trasferire tutta la sua gente dal futuro. Successivamente anche Blonde Phantom entrò a fare parte della All-Winners Squad. Il gruppo continuò a combattere il crimine fino alla fine degli anni quaranta, fino al suo scioglimento, dovuto alla morte o al ritiro di tutti i suoi componenti.

## Pubblicazioni statunitensi
Sono stati pubblicati soltanto i due numeri seguenti
- All Winners Comics (prima serie) n. 19 (autunno 1946)
  1. The Crime of the Ages!, la storia è stata realizzata da Bill Finger (testi) e Syd Shores (disegni), 5 pagine;
  2. Conclusion!, la storia è stata realizzata da Bill Finger (testi) e Al Avison (disegni), 4 pagine.
- All Winners Comics (prima serie) n. 21 (inverno 1946)
  1. Menace From the Future World, la storia è stata realizzata da Otto Binder (testi) e Al Avison (disegni), 4 pagine;
  2. War Between the Worlds, la storia è stata realizzata da Otto Binder (testi) e Vince Alascia (disegni), 4 pagine.

Ristampe
- Fantasy Masterpieces (prima serie) n. 10 (agosto 1967) dall'albo All Winners Comics (prima serie) n. 19 (autunno 1946);
- Timely Presents: All-Winners n. 1 (dicembre 1999) ristampa dell'albo All Winners Comics (prima serie) n. 19 (autunno 1946) con interessanti redazionali di Roy Thomas.
- Marvel Super-Heroes (seconda serie) n. 17 (novembre 1968) e n. 18 (gennaio 1969) dall'albo All Winners Comics (prima serie) n. 21 (inverno 1946).